# 小藤田千栄子
小藤田 千栄子（ことうだ ちえこ、1939年2月20日 - 2018年9月11日）は、日本の映画演劇評論家。
東京都出身。早稲田大学文学部卒業。
1964年から映画雑誌『キネマ旬報』編集部勤務に勤務し、別冊編集部で1969年から刊行された「世界の映画作家」シリーズ全40巻を担当。
1976年からフリー。映画は女性映画を中心に、演劇はミュージカルを中心に取材して評論する。
2018年9月11日、大動脈解離のため死去。79歳没。2019年3月10日に都内のホテルで「小藤田千栄子さんを偲ぶ会」が開催された

## 著作

### 単著
- 『ミュージカル・コレクション : ブロードウェイ - ハリウッド - 東京』講談社、1986年
- 『舞台裏のスターたち : 舞台創りのクリエーター20人』同文書院、1998年

### 共編著
- 『シルヴィア・クリステル』（責任編集）芳賀書店<シネアルバム>、1976年
- 『グレゴリー・ペック - のっぽでハンサムなアメリカの誠意』（責任編集）芳賀書店<シネアルバム>、1977年
- 『女優グラフィティ』（川本三郎との共編著）ブロンズ社、1978年
- 『スキ・スキ・バン・バン』（川本三郎との共編著）ブロンズ社、1980年
- 『ポケットいっぱいの映画 : 映画ディテール小事典 A to Z』（川本三郎との共著）河出書房新社、1991年
- 『タップ&ダンス中野ブラザーズ』（井上保との共編著）話の特集、1992年
- 『ローマの休日 : My fair Audrey』（編著）立風書房、1995年
- 『女性監督映画の全貌』（吉田真由美, 松本侑壬子,大竹洋子, 林冬子, 高野悦子, 小藤田千栄子の共著）パドウィメンズオフィス、2001年
- 『映画に生きる女性たち:東京国際女性映画祭20回の記録 : 1985～2007』（高野悦子・大竹洋子・羽田澄子他との共著）パド・ウィメンズ・オフィス<別冊女性情報>、2007年
- 『プロが選んだはじめてのミュージカル映画 : 萩尾瞳ベストセレクション50』（萩尾瞳・中島薫・村岡裕司・山内佳寿子とともに監修）近代映画社、2008年

#### 『女性（監督）映画がおもしろい』シリーズ
※いずれもパド・ウィメンズ・オフィスより刊行。タイトルは2004 - 2005年は『女性監督映画』、2006年以降は『女性映画』。
- 2004年版：（林冬子・松本侑壬子・吉田真由美との共著）2004年
- 2005年版：（林冬子・松本侑壬子・吉田真由美との共著）2005年
- 2006年版：（林冬子・松本侑壬子・吉田真由美・大竹洋子との共著）2006年
- 2007年版：（林冬子・松本侑壬子・吉田真由美・大竹洋子との共著）2007年
- 2008年版：（林冬子・松本侑壬子・吉田真由美・大竹洋子との共著）2008年
- 2009年版：（林冬子・松本侑壬子・吉田真由美・大竹洋子との共著）2009年
- 2010年版：（林冬子・松本侑壬子・藤田篠・林千章ほかとの共著）2010年
- 2012年版：（林冬子との共著）2012年
- 2013年版：（林冬子・松本侑壬子・藤田篠・林千章ほかとの共著）2013年
- 2014年版：（林冬子・松本侑壬子・藤田篠・林千章ほかとの共著）2014年
- 2015年版：（松本侑壬子・藤田篠・林千章・川口恵子・土井ゆみとの共著）2015年